# Cantone di Avesnes-sur-Helpe
Il Cantone di Avesnes-sur-Helpe è una divisione amministrativa dell'Arrondissement di Avesnes-sur-Helpe.
È stato costituito a seguito della riforma approvata con decreto del 17 febbraio 2014, che ha avuto attuazione dopo le elezioni dipartimentali del 2015.

## Composizione
Comprende i 52 comuni di:
- Avesnes-sur-Helpe
- Beaudignies
- Beaufort
- Beaurepaire-sur-Sambre
- Boulogne-sur-Helpe
- Bousies
- Cartignies
- Croix-Caluyau
- Dompierre-sur-Helpe
- Dourlers
- Éclaibes
- Englefontaine
- Étrœungt
- Le Favril
- Floursies
- Floyon
- Fontaine-au-Bois
- Forest-en-Cambrésis
- Ghissignies
- Grand-Fayt
- Haut-Lieu
- Hautmont
- Hecq
- Jolimetz
- Landrecies
- Larouillies
- Limont-Fontaine
- Locquignol
- Louvignies-Quesnoy
- Marbaix
- Maresches
- Maroilles
- Neuville-en-Avesnois
- Orsinval
- Petit-Fayt
- Poix-du-Nord
- Potelle
- Preux-au-Bois
- Prisches
- Le Quesnoy
- Raucourt-au-Bois
- Robersart
- Ruesnes
- Saint-Aubin
- Saint-Hilaire-sur-Helpe
- Saint-Remy-du-Nord
- Salesches
- Semousies
- Sepmeries
- Taisnières-en-Thiérache
- Vendegies-au-Bois
- Villers-Pol